# Gaussian
Gaussian és un programa de química computacional per a propòsits generals. Gaussian és molt popular i estès a l'hora de fer càlculs d'estructura electrònica molecular.
Va ser desenvolupat el 1970 per John Pople i el seu grup de recerca a la Universitat Carnegie Mellon. Inicialment es coneixia com a Gaussian 70. Des de llavors has estat contínuament actualitzat. El nom origina de la combinació lineal d'orbitals gaussians que va fer servir Pople per millorar la velocitat dels càlculs d'estructura molecular, enlloc de fer servir orbitals d'Slater. Aquesta tria va millorar enormement les velocitats de l'època en resoldre càlculs de Hartree-Fock, ja que els orbitals gaussians són més fàcils de computar que els d'Slater. La versió actual del programa és Gaussian 16. Actualment ja no és desenvolupat i llicenciat per la Universitat Carnegie Mellon, sino per Gaussian, Inc.

## Funcions
Segons l'últim manual, Gaussian por calcular:
- Mecànica molecular
  - AMBER (Assisted Model Building with Energy Refinement)
  - Camp de forces universal (UFF)
  - Camp de forces DREIDING
- Càlculs de mètodes de química quàntica semi-empírics:
  - Austin Model 1 (AM1),[7] PM3,[8] CNDO, INDO, MINDO/3, MNDO
- Camp autoconsistent (SCF)
  - Mètode de Hartree-Fock
- Teoria pertorbacional de Møller–Plesset (MP2,[9] MP3, MP4, MP5).
- Mètodes de la teoria del funcional de la densitat DFT:
  - B3LYP i altres funcionals híbrids
  - Funcionals d'intercanvi: PBE, MPW, PW91, Slater, X-alpha, Gill96, TPSS.
  - Funcionals de correlació: PBE, TPSS, VWN,[10] PW91, LYP, PL, P86, B95
- ONIOM (mètodes QM/MM) fins a 3 capes
- Complete active space (CAS) i camp autoconsistent multiconfiguracional
- Càlculs de cluster acoblat (coupled cluster, CC)
- Mètodes d'interacció configuracional quadràtics (QCI)
- Mètode composit de química quàntica– mètodes molt acurats CBS-QB3, CBS-4, CBS-Q, CBS-Q/APNO, G1, G2, G3, W1